# Lill-Korpen
Lill-Korpen är en sjö i Skellefteå kommun i Västerbotten och ingår i Bureälvens huvudavrinningsområde.